# Sebastian Vogl (Wissenschaftshistoriker)
Sebastian Vogl (* 22. Mai 1872 in Reisach bei Oberaudorf; † 7. März 1956 in Altötting) war ein deutscher Hochschullehrer für Mathematik und Physik an der Philosophisch-theologischen Hochschule Passau.
Nach dem Abitur 1892 am königlich humanistischen Gymnasium in Passau befasste er sich am dortigen Lyzeum mit philosophischen und theologischen Studien. 1896 wurde er in Passau zum römisch-katholischen Priester geweiht und war dort zwei Jahre lang Präfekt am bischöflichen Knabenseminar. Danach studierte Vogl an der Universität München Mathematik und Physik auf das Lehramt. Seine Promotion erfolgte 1906 bei Eilhard Wiedemann an der Universität Erlangen mit einer Dissertation über den mittelalterlichen Philosophen und Naturforscher Roger Bacon, einem der ersten gewichtigeren Forschungsbeiträge zu Bacon in Deutschland. Vogl kooperierte mit dem dänischen Paläographen Axel Anthon Bjørnbo bei der Edition wichtiger vormoderner Texte zur Mathematik und Naturwissenschaft, speziell zur Optik. Nach einer Lehrertätigkeit am Gymnasium wurde er erst Dozent, dann 1919 Professor für Mathematik, Physik und Astronomie in Passau. Im November 1933 unterzeichnete er das Bekenntnis der deutschen Professoren zu Adolf Hitler.

## Schriften
- Die Physik Roger Bacos. (13. Jahrh.). Junge & Sohn, Erlangen 1906 (Dissertation, Universität Erlangen, 1906; mit Lebenslauf).
- Alkindi, Tideus und Pseudo-Euklid. Drei optische Werke (= Abhandlungen zur Geschichte der mathematischen Wissenschaften. Bd. 26.3). Hrsg. und erklärt von Axel Anthon Bjørnbo und Sebastian Vogl. Teubner, Leipzig/Berlin 1912.
- Roger Bacons Lehre von der sinnlichen Spezies und vom Sehvorgange. In: Andrew George Little (Hrsg.): Roger Bacon. Essays. Contributed by various writers on the occasion of the commemoration of the seventh centenary of his birth. Clarendon, Oxford 1914, S. 205–227.